# دنفصيات
دُنْفُصِيَّات أو فصيلة إيلوفيدي (الاسم العلمي Eulophidae)، هي فصيلة حشرات من رتبة غشائيات الأجنحة المحصورة. تضم 4300 نوع و 300 جنس، جميعها نافعة تتطفل على عدة حشرات ضارة أخصها الزنابير والمن القطني. حشراتها صغيرة القد طولها دون المليمتر الواحد. زباناها صغير ودقيقة. ارساغها رباعية العقل. أثوابها متباينة الألوان. أشكال ذكورها مختلف عن اناثها. أشرها دنفصة المن القطني ودنفصة الزنابير.